# Nawabganj (Dhaka)
Nawabganj (en bengali : নবাবগঞ্জ) est une upazila du Bangladesh dans le district de Dhaka. En 1991, on y dénombrait 269 189 habitants.